# Bockhorner Moor
Das Bockhorner Moor ist ein Naturschutzgebiet in der niedersächsischen Gemeinde Bockhorn im Landkreis Friesland.
Das Naturschutzgebiet mit dem Kennzeichen NSG WE 171 ist 321 Hektar groß. Es steht seit dem 7. Juni 1986 unter Naturschutz. Zuständige untere Naturschutzbehörde ist der Landkreis Friesland.
Das Naturschutzgebiet stellt einen kleinen Teil des ehemals riesigen Hochmoores unter Schutz. Unkultivierte Teile des Moores werden renaturiert. In den Randbereichen ist teilweise Grünland, das landwirtschaftlich genutzt wird, in das Naturschutzgebiet einbezogen.